# Снег (фильм)
«Снег» (босн. Snijeg) — кинофильм режиссёра Айды Бегич, вышедший на экраны в 2008 году.

## Сюжет
Восточная Босния, 1997 год. Почти всё население небольшого глухого села составляют женщины: все мужчины погибли во время войны. Теперь женщины вынуждены сами делать всю работу по хозяйству и надеяться, что их мужья и сыновья однажды вернутся домой.

## В ролях
- Зана Марьянович — Альма
- Ясна Бери — Надия
- Саджида Сетич — Ясмина
- Весна Масич — Сафия
- Эмир Хаджихафизбегович — дед
- Ирена Муламухич — бабушка
- Елена Кордич — Сабрина
- Ясмин Гельо — Миро
- Деян Спасич — Марк
- Альма Терзич — Лейла
- Мухамед Хаджович — Хамза

## Награды и номинации
- 2008 — Гран-при Недели критиков на Каннском кинофестивале
- 2008 — Приз женщин и равенства кинофестиваля в Салониках (Айда Бегич)
- 2008 — Премия за фильмы о конфликтах и их разрешении Хэмптонского кинофестиваля (США)
- 2008 — номинация на премию Европейской киноакадемии за европейское открытие года (Айда Бегич)
- 2008 — фильм представлен на кинофестивале в Торонто
- 2009 — призы за лучший фильм и режиссуру международного кинофестиваля «Фаджр» в Тегеране
- 2009 — фильм представлен на кинофестивалях в Палм-Спрингс, Роттердаме, Сан-Франциско и Сиэтле